# 레나페족

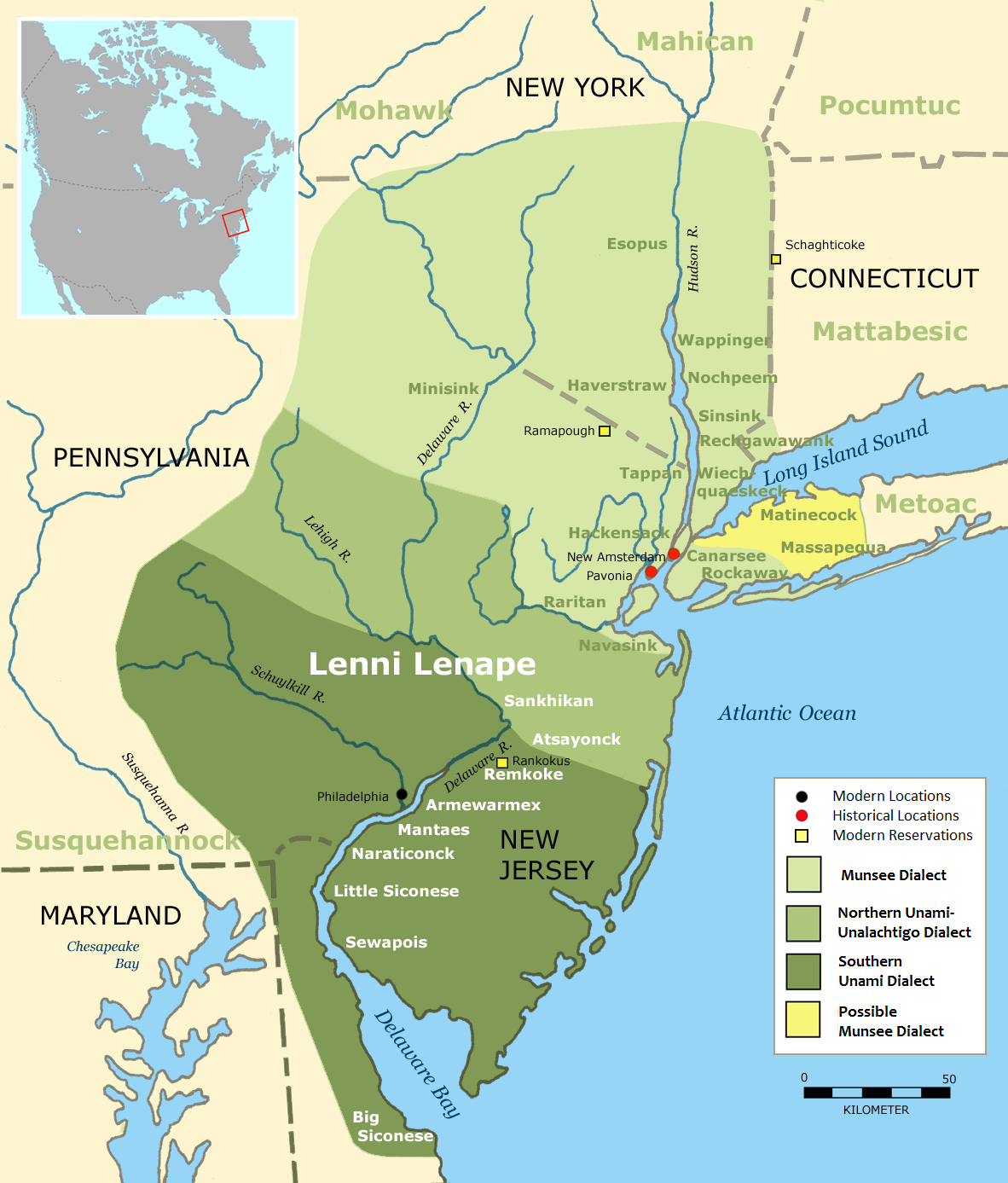
16~17세기의 레나페족 분포. 먼시(Munsee), 우날라치티고(Unalachtigo), 우나미(Unami)가 하위 집단으로 있었다.

레나페족(Lenape) 또는 델라웨어족(Delaware)은 미국 인디언 부족이다. 레나페는 인디언 말로 ‘진정한 인간’이라는 의미이다.

## 역사
알곤킨 어족에 속하며, 현재의 미국 동부, 뉴잉글랜드의 뉴욕, 펜실베이니아, 뉴저지, 델라웨어, 델라웨어만, 델라웨어강 일대에서 옥수수 재배 농장을 중심으로 다수의 지파 집단이 작은 위그왬 마을을 만들어 수렵채집을 하면서 산재해 있었다.
부족 이름 레나페라의 별칭 "델라웨어"는 1610년 제임스타운 식민지의 버지니아 식민지 총독에 임명된, 제3대 델라웨어 남작 토마스 웨스트를 기념하여 새뮤얼 아겔 대위가 정착촌을 ‘델라웨어’라고 명명한데서 유래한다.
이후 영국 백인 정착민들에 의한 토지 약탈과 학살, 또한 그들이 들여온 천연두와 감기 등의 전염병으로 부족 인원은 줄어들고 퇴색했다. 백인처럼 소나 말, 양 등 가축을 기르는 문화가 없었기 때문에, 전염병에 면역이 없었고, 사람 모임도 없었던 것이다.

## 영토 사기

팝파윈소 추장, 1737년, 미의회도서관

1718년 윌리엄 펜이 죽고, 1737년, 영국의 식민지 중매인 윌리엄 펜의 아들인 존 펜과 토마스 펜은 랍파윈소 추장(Lappawinsoe)에게 “우리가 하루 반에 걸어서 돌아올 수 있는 면적의 땅을 백인 정착민에 팔아달라”고 제의했다. 이것은 후일 도보 구매(Walking Purchase)라고 불렸으며, 중재자인 랍파윈소 추장이 이를 수락하자 펜은 14명의 날랜 남자들에게 하루 반(36시간)에 걸쳐 281km를 걷게 했다. 이렇게 펜실베이니아에 필적하는, 델라웨어강 일대 4,860 km2의 땅은 백인의 것이 되고 말았다.
“고향에서 나가라”고 말을 들은 랍파윈소와 부족민들은 격렬하게 항의했지만, 그들의 저항은 허무하게 무력 진압되었으며, 그들은 서쪽으로 강제로 쫓겨나게 되었다. 그 후 몇 년간의 전투에서 그들은 희생자만 늘어났다.
현재 이 계약은 추장의 서명도 없었고, 사기 거래였다. 브리태니커 백과사전은 “땅 사기 거래” 항목에서 “Walking Purchase”를 언급하고 있다. 또한 인디언 추장은 부족 ‘대표자’도 ‘지도자’가 아닌 존재로, 추장의 동의가 있었다고 해서 이 계약이 유효한 것은 아니었다. 인디언은 “땅을 매매한다”라는 문화가 없었기 때문에, 그들은 이 거래를 이해하지 못했다.

## 현재
살아남은 인디언은 영국과 영국으로부터 독립한 미국 정부의 새로운 영지 확대로 서부로 이동하게 된다. 부족 중 많은 사람들이 체로키 족 연합에 들어가 독립적인 부족을 어떻게든 유지하고 있었다. 〈인디언 강제이주법〉이 공표되면서 부족 대부분은 1860년 대에 인디언 준주(현 오클라호마)에 강제로 이주했다. 미국 연방 정부가 공식 인정한 인디언 유보지(Reservation)는 이 오클라호마주가 유일했다.
다른 소수의 레나페 족은 강제 이주를 거부하고 여전히 북동부의 각 주에 남아 결속을 유지하고 있으며, 뉴저지주에서는 레나페 세 부족이 주 정부에 의해 공인되어 있다. 그렇지만 다른 주의 레나페 족은 멸족한 부족 취급하거나 아예 ‘인디언 부족’으로 공인되지도 못했다.

## 같이 보기
- 모히칸족